# Crescent City (Illinois)
Crescent City és una població dels Estats Units a l'estat d'Illinois. Segons el cens del 2000 tenia 631 habitants.

## Demografia
Segons el cens del 2000, Crescent City tenia 631 habitants, 259 habitatges, i 183 famílies. La densitat de població era de 487,3 habitants/km².
Dels 259 habitatges en un 31,7% hi vivien nens de menys de 18 anys, en un 62,9% hi vivien parelles casades, en un 6,6% dones solteres, i en un 29,3% no eren unitats familiars. En el 24,7% dels habitatges hi vivien persones soles el 15,4% de les quals corresponia a persones de 65 anys o més que vivien soles. El nombre mitjà de persones vivint en cada habitatge era de 2,44 i el nombre mitjà de persones que vivien en cada família era de 2,93.
Per edats la població es repartia de la següent manera: un 25,4% tenia menys de 18 anys, un 5,4% entre 18 i 24, un 27,3% entre 25 i 44, un 21,6% de 45 a 60 i un 20,4% 65 anys o més.
L'edat mediana era de 38 anys. Per cada 100 dones de 18 o més anys hi havia 88,4 homes.
La renda mediana per habitatge era de 38.500 $ i la renda mediana per família de 46.979 $. Els homes tenien una renda mediana de 32.750 $ mentre que les dones 23.594 $. La renda per capita de la població era de 17.308 $. Cap de les famílies estaven per davall del llindar de pobresa.

## Poblacions més properes
El següent diagrama mostra les poblacions més properes.